# John Sartain
John Sartain (Londres, 24 de outubro de 1808 — Filadélfia, 25 de outubro de 1897) foi um artista americano nascido na Inglaterra que se tornou pioneiro na gravura mezzotinta nos Estados Unidos.

## Biografia
John Sartain nasceu em Londres, Inglaterra. Aprendeu gravura em linha e produziu várias placas na Early Florentine School de William Young Ottley (1826). Em 1828, começou a fazer mezzotintas. Estudou pintura com John Varley e Henry James Richter.
Em 1830, aos 22 anos, emigrou para os Estados Unidos e se estabeleceu na Filadélfia. Lá estudou com Joshua Shaw e Manuel J. de Franca. Durante cerca de dez anos após sua chegada aos país, pintou retratos a óleo e miniaturas em marfim. Ao mesmo tempo, encontrou emprego na confecção de desenhos para vinhetas de notas e também no desenho em madeira para ilustrações de livros. Ele era um maçom de grau 33. Foi o pioneiro da gravura mezzotinta nos Estados Unidos. Gravou placas em 1841-48 para a Graham's Magazine, publicada por George Rex Graham, e acreditava que seu trabalho foi responsável pelo sucesso repentino da publicação. Sartain tornou-se editor e proprietário da Campbell's Foreign Semi-Monthly Magazine em 1843. Ao mesmo tempo, ele se interessou pela Eclectic Museum, da qual, mais tarde, quando John H. Agnew estava sozinho no comando, simplesmente fez a gravura das placas.

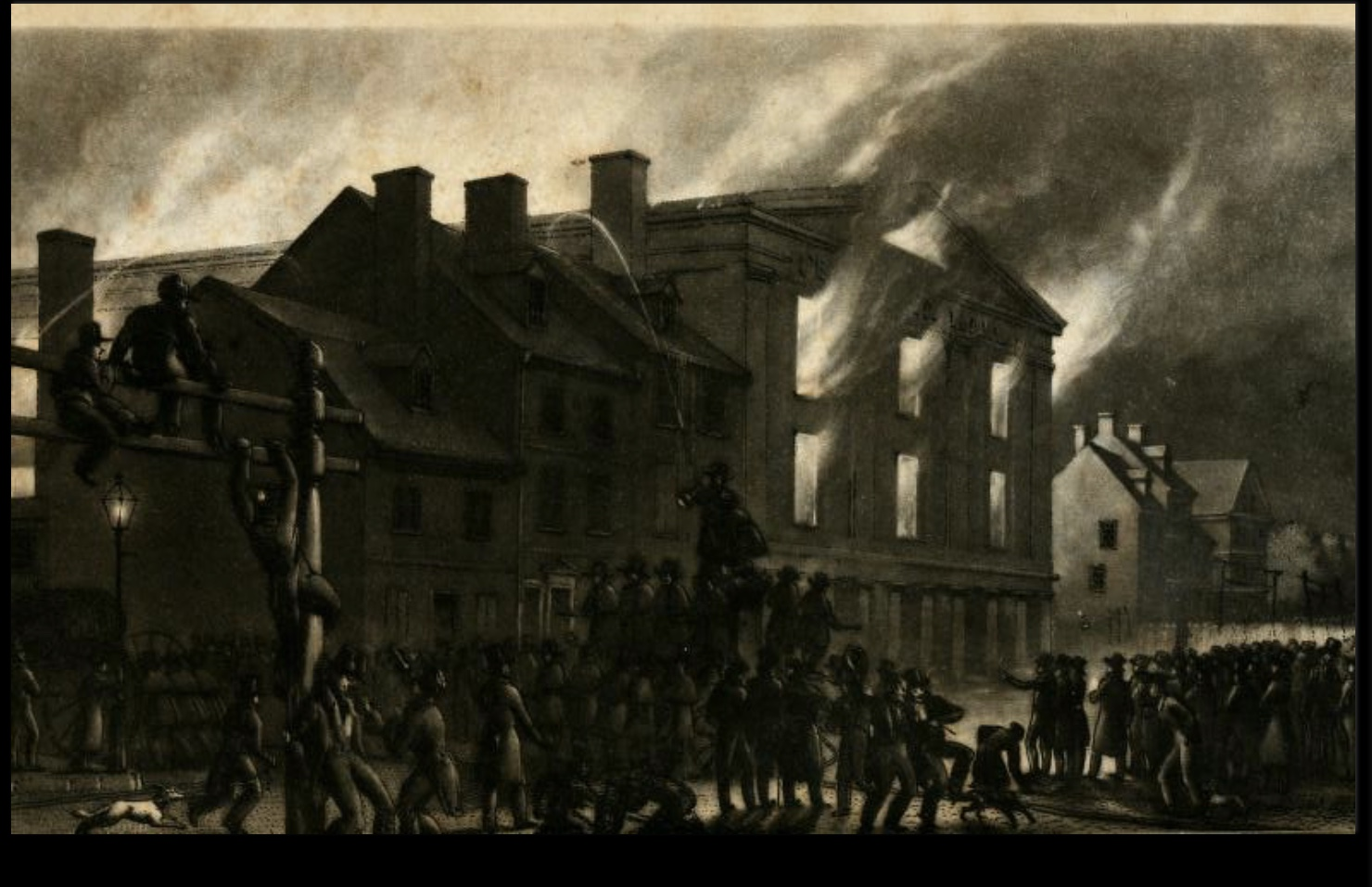
Incêndio no Pennsylvania Hall, 1838. Sartain foi uma testemunha ocular.
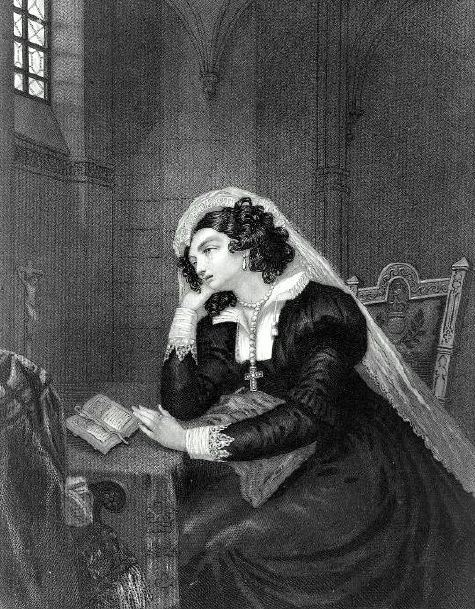
John Sartain, Mary, Rainha dos Escoceses, A Noite Antes de Sua Execução
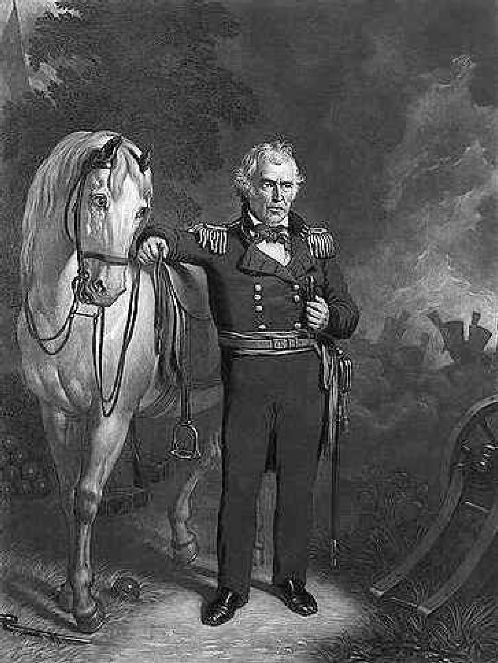
John Sartain, Zachary Taylor

## Sartain's Magazine
Em 1848, comprou metade da participação na Union Magazine, um periódico com sede em Nova Iorque. Ele o transferiu para a Filadélfia, onde o renomeou como Sartain's Union Magazine, e de 1849 a 1852 publicou-o com Graham. Tornou-se muito conhecido durante esses quatro anos.
Durante este período, além do trabalho editorial e das gravuras que deviam ser feitas regularmente para os periódicos aos quais estava ligado, produziu uma enorme quantidade de gravuras para ilustração de livros.

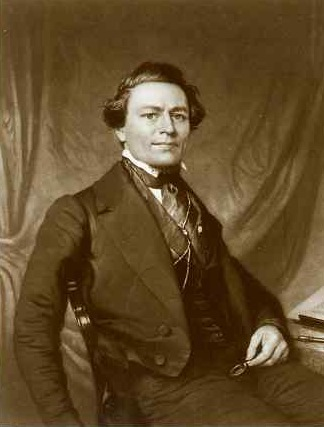
John Sartain
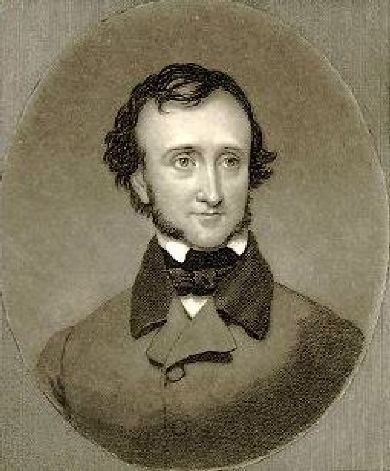
John Sartain, Edgar Allan Poe

Sartain era colega e amigo de Edgar Allan Poe. Por volta de 2 de julho de 1849, cerca de quatro meses antes da morte do autor, ele visitou inesperadamente a casa de Sartain na Filadélfia. Parecendo "pálido e abatido" com "uma expressão selvagem e assustada nos olhos", ele disse ao artista que estava sendo perseguido e precisava de proteção; Poe pediu uma navalha para poder raspar o bigode e ficar menos reconhecível. Sartain se ofereceu para cortá-lo sozinho com uma tesoura. O autor disse que, enquanto estava no trem, ouviu pessoas conspirando para matá-lo. Sartain perguntou por que alguém iria querer matá-lo, quando ele respondeu que era "um problema de mulher". No entanto, mais tarde, quando o artista o deixou passar a noite em sua casa, Poe o informou que ele poderia estar tendo alucinações. Este incidente ocorreu quatro meses antes de sua morte. O autor deu a seu amigo um poema novo, The Bells, que foi publicado na Sartain's Union Magazine em novembro de 1849, um mês após a morte. A Sartain's também publicou a primeira impressão autorizada de Annabel Lee, também postumamente.

## Anos na Filadélfia
Após sua chegada à Filadélfia, Sartain se interessou ativamente por assuntos artísticos locais. Ocupou vários cargos na Artists' Fund Society, na School of Design for Women e na Academia de Belas-Artes da Pensilvânia, e estava ativamente conectado com outras instituições educacionais da cidade. Visitou a Europa várias vezes e, por ocasião da sua segunda visita, em 1862, foi eleito membro da sociedade "Artis et Amicitiæ" de Amesterdã.
Foi responsável pelo departamento de arte da Exposição Universal da Filadélfia, em 1876. Em reconhecimento aos seus serviços, o rei da Itália conferiu-lhe o título de cavaleiro da Ordem da Coroa da Itália. Seus conhecimentos arquitetônicos foram frequentemente requisitados; teve um papel proeminente no trabalho do comitê do Memorial de Washington de Rudolf Siemering em Fairmount Park, Filadélfia, e projetou medalhões para o monumento a George Washington e Lafayette erguido em 1869 no Monument Cemetery, Filadélfia. Seus Reminiscências de um Homem Muito Velho (Nova Iorque, 1899) são de interesse incomum.

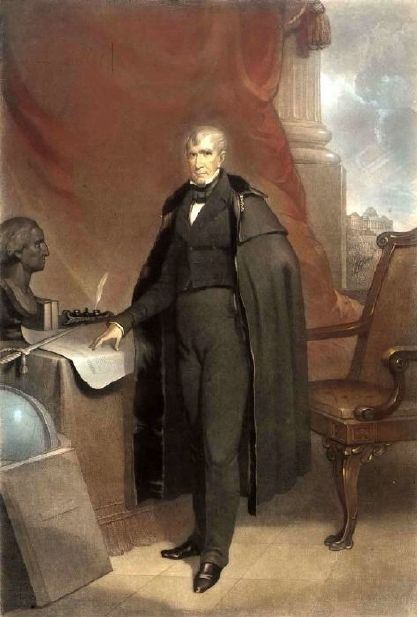
John Sartain, William Henry Harrison
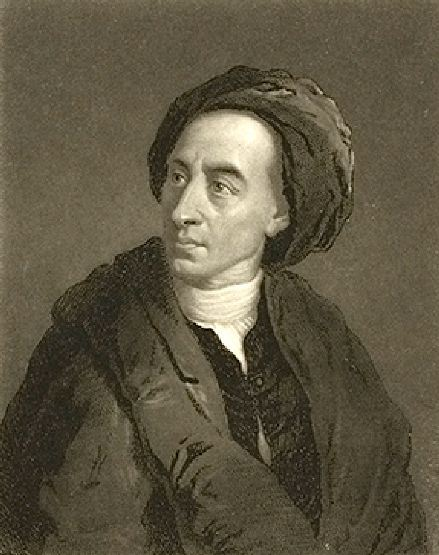
John Sartain, Alexander Pope
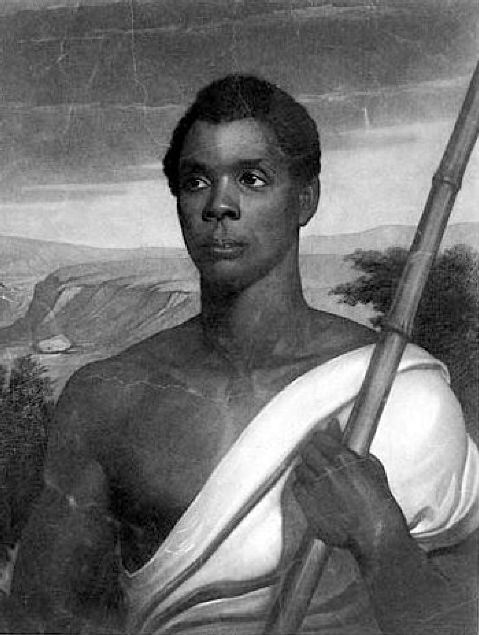
John Sartain, Cinque (O Caso Amistad)